# Santa Cruz (Kalifornia)

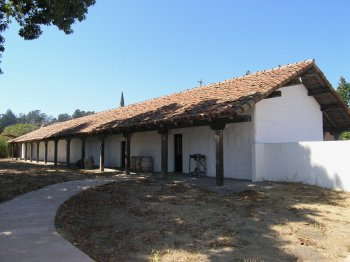
Budynek mieszkalny na terenie misji katolickiej

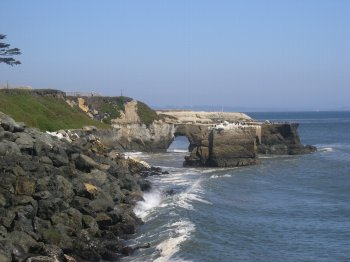
Brzeg klifowy

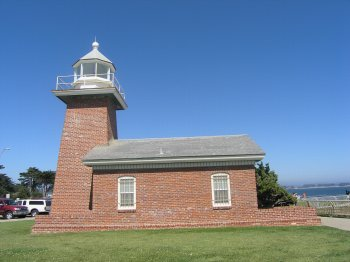
Latarnia morska

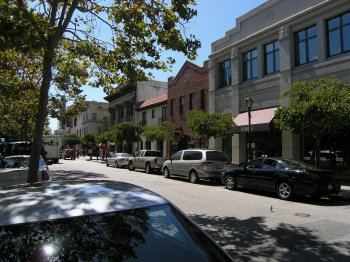
Główna ulica – deptak

Santa Cruz – miejscowość wypoczynkowa w stanie Kalifornia około 120 km (75 mil) na południe od San Francisco nad Zatoką Monterey. Stolica hrabstwa o tej samej nazwie.
Santa Cruz liczy ponad 50 tys. mieszkańców. Ośrodek turystyczny. Siedziba filii Uniwersytetu Kalifornijskiego. Przetwórstwo rolno-spożywcze, niewielkie przedsiębiorstwa z sektora informatycznego i (ang.) high technology.

## Historia
Początek Santa Cruz bierze od dwunastej misji katolickiej, o tej samej nazwie, w łańcuchu misji założonych na zachodnim wybrzeżu. Misję założył Ojciec Fermin de Lasuen 28 sierpnia 1791 roku. Budynki misji zostały wykonane z tradycyjnej cegły adobe. Misja funkcjonuje do 1834 roku kiedy zostaje poddana sekularyzacji przez rząd Meksyku. Obecnie na terenie misji zachował się budynek mieszkalny z lat 1822–1824, w którym jest bardzo skromne muzeum.
Ze względu na szereg nieszczęść i katastrof, jakie spotykają misję (powodzie, trzęsienia ziemi, kradzieże i bunty Indian), otrzymuje ona potoczną nazwę „Misja Niepowodzeń” ang. Bad Luck Mission. W 1857 roku trzęsienie ziemi niszczy kościół misji, po latach zostaje on zrekonstruowany. W roku 1989 miejscowość nawiedza kolejne duże trzęsienie ziemi.
W latach 60. ubiegłego stulecia w Santa Cruz i pobliskim Monterey rodzi się ruch hipisów i lansowane jest wśród młodzieży zażywanie LSD.

## Współczesność
Odbudowane po trzęsieniu ziemi Santa Cruz jest typowym miasteczkiem turystycznym z licznymi hotelami i pensjonatami i jest bazą wypoczynkową dla niedalekiego San Francisco. Główne atrakcje to piękne wybrzeże klifowe.
Inne atrakcje to drewniane molo z licznymi restauracjami, jedna z najstarszych w Stanach Zjednoczonych drewniana kolejka górska Giant Dipper licząca około 80 lat oraz murowana latarnia morska z prywatnym muzeum surfingu.
Port jachtowy jest zapleczem dla amatorów żeglarstwa. Wysokie fale sprzyjają uprawianiu sportów wodnych (surfing)
W centrum miasta odrestaurowana ulica w stylu lat dwudziestych z butikami i restauracjami.
W Santa Cruz jest także zlokalizowany UCSC – University of California – Santa Cruz.
W okolicy szereg gospodarstw ekologicznych [organic] uprawiających warzywa i owoce.
Santa Cruz jest miastem niepopierającym tzw. dużego biznesu, jak np. supermarkety lub duże przedsiębiorstwa – korporacje. Znaczna część mieszkańców Santa Cruz pracuje w pobliskim San Jose.
Główny slogan nieoficjalny miasta i regionu to Keep Santa Cruz Weird – utrzymuj Santa Cruz dziwnym/szalonym/nadzwyczajnym – który odzwierciedla zachowanie i styl bycia populacji regionu.

## Urodzeni w Santa Cruz
- Jonna Mendes – narciarka alpejska
- Chris Sharma – wspinacz

## Miasta partnerskie
- Puerto la Cruz, Wenezuela
- Shingū, Japonia
- Ałuszta, Ukraina
- Jinotepe, Nikaragua
- Sestri Levante, Włochy
- Santa Cruz de Tenerife, Hiszpania